# إريك أتي
إريك أتي (بالفرنسية: Eric Ati)‏ هو لاعب كرة قدم ومدرب كرة قدم كاميروني في مركز حراسة المرمى، ولد في 17 أكتوبر 1988 في الكاميرون. لعب مع أتلانتا سيلفرباكس وشارلوت إندبنتنس.